# Naela Chohan
Naela Chohan (em urdu: نائلہ چوہان, também escrito Naila Chohan) (Rawalpindi, Paquistão, 6 de maio de 1958) é uma diplomata e artista paquistanesa. Enquanto embaixadora, Chohan liderou oito diferentes missões paquistanesas em cinco continentes. Naela Chohan é hiperpoliglota com fluência em sete línguas indo-europeias incluindo persa, francês, e espanhol.
Em conjunto com outros diplomatas, Naela Chohan representa o primeiro grupo de mulheres a ascender a altas funções no Ministério dos Assustos Exteriores do Paquistão. O periódico Embassy Magazine do Canadá descreveu-a em janeiro de 2008 como incontornável na política diplomática paquistanesa Começou a carreira diplomática no China Desk no Ministério dos Assustos Exteriores do Paquistão, e propôes o reforço da Aliança Paquistão-China baseado em cooperação bilateral. Naela Chohan advoga a proibição global de armas químicas, tendo sido a primeira civil e primeira mulher a liderar a Autoridade Naiconal para a Impelementação da Convenção de Armas Químicas no seu país. Foi a primeira mulher diplomata a ser recebida em Teerão após a revolução iraniana de 1979.
Naela Chohan foi nomeada como alta-comissária do Paquistão na Austrália, e procurou reforçar a cooperação bilateral, dando prioridade à segurança, agricultura, educação e relações económicas. Fora antes secretária do governo paquistanês para questões sobre Médio Oriente e África, e anteriormente foi embaixadora do Paquistão na Argentina, Uruguai, Peru e Equador, tendo procurado reforçar relações entre o Paquistão e a América Latina. Foi aluna da Univesidade Quaid-e-Azam e da Kennedy School of Government na Universidade Harvard.
Além da carreira diplomática, Naela Chohan é defensora dos direitos das mulheres através das artes visuais, e exposições da sua arte já se realizaram nos cinco continentes. O seu trabalho mais conhecido é Souffrance, em exposição permanente na sede da UNESCO em Paris desde 2002.